# FIFA év játékosa 1992
A díj nyertese a holland Marco van Basten lett.

## Végeredmény
| # | Játékos            | Pont | Csapat(ok)                |
| - | ------------------ | ---- | ------------------------- |
| 1 | Marco van Basten   | 161  | AC Milan                  |
| 2 | Hriszto Sztoicskov | 88   | FC Barcelona              |
| 3 | Thomas Häßler      | 61   | AS Roma                   |
| 4 | Jean-Pierre Papin  | 46   | Marseille AC Milan        |
| 5 | Brian Laudrup      | 44   | Bayern München Fiorentina |
| 5 | Peter Schmeichel   | 44   | Manchester United         |
| 7 | Dennis Bergkamp    | 29   | Ajax                      |
| 8 | Frank Rijkaard     | 23   | AC Milan                  |
| 9 | Abédi Pelé         | 10   | Marseille                 |
| 9 | Franco Baresi      | 10   | AC Milan                  |
| 9 | Jürgen Klinsmann   | 10   | Internazionale AS Monaco  |